# Paracaedicia planicollis
Paracaedicia planicollis är en insektsart som beskrevs av Brunner von Wattenwyl 1891. Paracaedicia planicollis ingår i släktet Paracaedicia och familjen vårtbitare. Inga underarter finns listade i Catalogue of Life.